# 2011-es U21-es labdarúgó-Európa-bajnokság (selejtező)
A 2011-es U21-es labdarúgó-Európa-bajnokság selejtezői 2009. március 27-től 2010. október 12-ig tartottak, a torna 2011. június 12-től 25-ig tartott.

## Selejtező csoportok
| 1-es csoport Oroszország · Románia · Moldova · Lettország · Feröer · Andorra | 2-es csoport Törökország · Svájc · Örményország · Írország · Grúzia · Észtország | 3-as csoport Wales · Magyarország · Olaszország · Bosznia-Hercegovina · Luxemburg | 4-es csoport Spanyolország · Finnország · Hollandia · Lengyelország · Liechtenstein | 5-ös csoport Németország · Csehország · Észak-Írország · Izland · San Marino |
| 6-os csoport Izrael · Svédország · Bulgária · Montenegró · Kazahsztán        | 7-es csoport Szerbia · Horvátország · Norvégia · Szlovákia · Ciprus              | 8-as csoport Franciaország · Ukrajna · Belgium · Szlovénia · Málta                | 9-es csoport Anglia · Portugália · Görögország · Macedónia · Litvánia               | 10-es csoport Ausztria · Fehéroroszország · Skócia · Albánia · Azerbajdzsán  |

## Csoportok
| Jelmagyarázat |
| --- |
| A csapat az első helyen végzett és bejutott a rájátszásba. |
| A csapat a második helyen végzett és bejutott a rájátszásba. |
| A csapat a második helyen végzett, de nem jutott be a rájátszásba, így nem jutott ki a 2011-es U21-es labdarúgó-Európa-bajnokságra. |
| A csapat nem jutott ki a 2011-es U21-es labdarúgó-Európa-bajnokságra. |
| A csapat nem jutott ki a 2011-es U21-es labdarúgó-Európa-bajnokságra, és a csoport utolsó helyén végzett. Ezáltal a csoport első és második eredményeibe nem kellett figyelembe venni a csapat ellen elért eredményeket a 2011-es U21-es labdarúgó-Európa-bajnokság rájátszásának sorrendjénél. |

### 1-es csoport
| Csapat      | M  | Gy | D | V | Rg | Kg | Gk  | P  |
| ----------- | -- | -- | - | - | -- | -- | --- | -- |
| Románia     | 10 | 8  | 1 | 1 | 23 | 6  | +17 | 25 |
| Oroszország | 10 | 7  | 1 | 2 | 22 | 6  | +16 | 22 |
| Moldova     | 10 | 4  | 2 | 4 | 9  | 13 | –4  | 14 |
| Lettország  | 10 | 4  | 1 | 5 | 16 | 15 | +1  | 13 |
| Feröer      | 10 | 3  | 2 | 5 | 8  | 16 | –8  | 11 |
| Andorra     | 10 | 0  | 1 | 9 | 3  | 25 | –22 | 1  |

### 2-es csoport
| Csapat       | M  | Gy | D | V | Rg | Kg | Gk | P  |
| ------------ | -- | -- | - | - | -- | -- | -- | -- |
| Svájc        | 10 | 6  | 2 | 2 | 15 | 8  | +7 | 20 |
| Törökország  | 10 | 5  | 1 | 4 | 13 | 11 | +2 | 16 |
| Grúzia       | 10 | 4  | 3 | 3 | 12 | 9  | +3 | 15 |
| Örményország | 10 | 4  | 1 | 5 | 18 | 19 | –1 | 13 |
| Észtország   | 10 | 3  | 3 | 4 | 9  | 16 | –7 | 12 |
| Írország     | 10 | 1  | 4 | 5 | 11 | 15 | –4 | 7  |

### 3-as csoport
| Csapat              | M | Gy | D | V | Rg | Kg | Gk  | P  |
| ------------------- | - | -- | - | - | -- | -- | --- | -- |
| Olaszország         | 8 | 5  | 1 | 2 | 12 | 5  | +7  | 16 |
| Wales               | 8 | 5  | 1 | 2 | 15 | 6  | +9  | 16 |
| Magyarország        | 8 | 4  | 1 | 3 | 9  | 7  | +2  | 13 |
| Bosznia-Hercegovina | 8 | 2  | 2 | 4 | 4  | 8  | –4  | 8  |
| Luxemburg           | 8 | 1  | 1 | 6 | 2  | 16 | –14 | 4  |

### 4-es csoport
| Csapat        | M | Gy | D | V | Rg | Kg | Gk  | P  |
| ------------- | - | -- | - | - | -- | -- | --- | -- |
| Hollandia     | 8 | 7  | 0 | 1 | 19 | 5  | +14 | 21 |
| Spanyolország | 8 | 6  | 1 | 1 | 15 | 5  | +10 | 19 |
| Finnország    | 8 | 3  | 1 | 4 | 11 | 7  | +4  | 10 |
| Lengyelország | 8 | 3  | 0 | 5 | 11 | 13 | –2  | 9  |
| Liechtenstein | 8 | 0  | 0 | 8 | 1  | 27 | –26 | 0  |

### 5-ös csoport
| Csapat         | M | Gy | D | V | Rg | Kg | Gk  | P  |
| -------------- | - | -- | - | - | -- | -- | --- | -- |
| Csehország     | 8 | 7  | 1 | 0 | 25 | 4  | +21 | 22 |
| Izland         | 8 | 5  | 1 | 2 | 29 | 11 | +18 | 16 |
| Németország    | 8 | 3  | 3 | 2 | 26 | 10 | +16 | 12 |
| Észak-Írország | 8 | 2  | 1 | 5 | 12 | 16 | –4  | 7  |
| San Marino     | 8 | 0  | 0 | 8 | 0  | 51 | –51 | 0  |

### 6-os csoport
| Csapat     | M | Gy | D | V | Rg | Kg | Gk  | P  |
| ---------- | - | -- | - | - | -- | -- | --- | -- |
| Svédország | 8 | 6  | 1 | 1 | 15 | 5  | +10 | 19 |
| Izrael     | 8 | 5  | 1 | 2 | 18 | 8  | +10 | 16 |
| Montenegró | 8 | 4  | 1 | 3 | 9  | 11 | –2  | 13 |
| Kazahsztán | 8 | 1  | 2 | 5 | 7  | 17 | –10 | 5  |
| Bulgária   | 8 | 1  | 1 | 6 | 8  | 16 | –8  | 4  |

### 7-es csoport
| Csapat       | M | Gy | D | V | Rg | Kg | Gk | P  |
| ------------ | - | -- | - | - | -- | -- | -- | -- |
| Horvátország | 8 | 5  | 2 | 1 | 17 | 10 | +7 | 17 |
| Szlovákia    | 8 | 4  | 2 | 2 | 11 | 11 | 0  | 14 |
| Szerbia      | 8 | 4  | 1 | 3 | 14 | 12 | +2 | 13 |
| Norvégia     | 8 | 2  | 1 | 5 | 14 | 18 | –4 | 7  |
| Ciprus       | 8 | 2  | 0 | 6 | 8  | 13 | –5 | 6  |

### 8-as csoport
| Csapat        | M | Gy | D | V | Rg | Kg | Gk  | P  |
| ------------- | - | -- | - | - | -- | -- | --- | -- |
| Ukrajna       | 8 | 4  | 4 | 0 | 13 | 5  | +8  | 16 |
| Belgium       | 8 | 4  | 3 | 1 | 8  | 5  | +3  | 15 |
| Franciaország | 8 | 4  | 3 | 1 | 12 | 6  | +6  | 15 |
| Szlovénia     | 8 | 2  | 2 | 4 | 6  | 10 | –4  | 8  |
| Málta         | 8 | 0  | 0 | 8 | 0  | 13 | –13 | 0  |

### 9-es csoport
| Csapat      | M | Gy | D | V | Rg | Kg | Gk  | P  |
| ----------- | - | -- | - | - | -- | -- | --- | -- |
| Görögország | 8 | 6  | 1 | 1 | 13 | 7  | +6  | 19 |
| Anglia      | 8 | 5  | 2 | 1 | 15 | 7  | +8  | 17 |
| Portugália  | 8 | 4  | 1 | 3 | 12 | 8  | +4  | 13 |
| Litvánia    | 8 | 1  | 2 | 5 | 3  | 11 | –8  | 5  |
| Macedónia   | 8 | 0  | 2 | 6 | 9  | 19 | –10 | 2  |

### 10-es csoport
| Csapat           | M | Gy | D | V | Rg | Kg | Gk  | P  |
| ---------------- | - | -- | - | - | -- | -- | --- | -- |
| Skócia           | 8 | 5  | 2 | 1 | 16 | 7  | +9  | 17 |
| Fehéroroszország | 8 | 5  | 2 | 1 | 16 | 11 | +5  | 17 |
| Ausztria         | 8 | 4  | 2 | 2 | 17 | 11 | +6  | 14 |
| Albánia          | 8 | 1  | 1 | 6 | 11 | 20 | –9  | 4  |
| Azerbajdzsán     | 8 | 1  | 1 | 6 | 8  | 19 | –11 | 4  |

## Rájátszás
| Csoportelsők (10 csapat) - Románia - Svájc - Olaszország - Hollandia - Csehország - Svédország - Horvátország - Ukrajna - Görögország - Skócia | Legjobb csoport-másodikok (4 csapat) - Spanyolország - Izland - Anglia - Fehéroroszország |

| 1. csapat     | Össz.        | 2. csapat        | 1. mérk. | 2. mérk.     |
| ------------- | ------------ | ---------------- | -------- | ------------ |
| Svájc         | 5 – 2        | Svédország       | 4 – 1    | 1 – 1        |
| Izland        | 4 – 2        | Skócia           | 2 – 1    | 2 – 1        |
| Anglia        | 2 – 1        | Románia          | 2 – 1    | 0 – 0        |
| Spanyolország | 5 – 1        | Horvátország     | 2 – 1    | 3 – 0        |
| Olaszország   | 2 – 3        | Fehéroroszország | 2 – 0    | 0 – 3 (h.u.) |
| Csehország    | 5 – 0        | Görögország      | 3 – 0    | 2 – 0        |
| Hollandia     | 3 – 3 (i.g.) | Ukrajna          | 1 – 3    | 2 – 0        |

A párosítások győztesei jutottak ki a 2011-es U21-es labdarúgó-Európa-bajnokságra.
- Svájc,  Izland,  Spanyolország,  Anglia,  Fehéroroszország,  Csehország és  Ukrajna

## Külső hivatkozások
- UEFA.com (angolul)